# Aron Załkind
Aron Borisowicz Załkind (ros. Арон Борисович Залкинд, ur. 24 maja?/5 czerwca 1886 w Charkowie, zm. 1936) – rosyjski lekarz neurolog, psycholog i pedolog.

## Życiorys
Aron Załkind urodził się w Charkowie 5 czerwca 1886 roku, choć rok urodzenia nie jest pewny, możliwe że był to 1887 lub 1888. W 1910 roku prowadził badania nad możliwością wykorzystania teorii Sigmunda Freuda do zrozumienia i leczenia zaburzeń nerwicowych. Wyniki badań ukazały się w 1913 roku w czasopiśmie „Psychoterapia”. Zajmował się także badaniami nad seksualnością i lunatyzmem; był zwolennikiem koncepcji Alfreda Adlera i rozwijał spojrzenie psychoneurologiczne na społeczeństwo.
Po rewolucji październikowej był w latach 1917–1920 dyrektorem Piotrogrodzkiego Instytutu Psychoterapii i zajmował się rozwijaniem teorii socjalistycznego wychowania seksualnego. W latach 20. opisał „kompleks parttriady”, obejmujący występujące u 90% działaczy WKP(b) nerwice, nadciśnienie i zwolniony metabolizm, co miało wyjaśnić naruszenia higieny pracy, niedopasowanie zawodowe, zdenerwowanie i zapóźnienia kulturalne.
W 1924 roku opublikował artykuł „Marksizm i freudyzm” i „Nerwowy marksizm czy paniczna krytyka”, w którym wraz z krytyką psychoanalizy Freuda szukał punktów wspólnych freudyzmu i marksizmu. Po 1925 roku zmuszony do zdystansowania się od psychoanalizy i publicznego potępienia swojej próby łączenia marksizmu z freudyzmem. Od 1928 roku był redaktorem naczelnym czasopisma „Pedologia”, a od 1930 roku dyrektorem Instytutu Psychologii, Pedologii i Psychotechniki w Moskwie. W 1931 roku zdymisjonowano go z funkcji redaktora „Pedologii”, a całe pismo zlikwidowano w rok później. Również w 1932 roku stracił posadę w Instytucie.
Był autorem publikacji „Seksualne problemy w państwie sowieckim” (1926), „Edukacja seksualna” (1928) i innych. Był szeroko znany głównie z tzw. „dwunastu przykazań seksualnych rewolucyjnego proletariatu” (1924), które zostały opublikowane w ramach polityki ukrócenia powstałej po rewolucji wolności seksualnej.
Zmarł na zawał mięśnia sercowego po decyzji WKP(b) o zakazaniu pedologii.